# Мартыново (Новосибирская область)
Марты́ново — село в Усть-Таркском районе Новосибирской области. Входит в состав Яркульского сельсовета.

## География
Площадь села — 54 гектаров.

## История
Образовано в 1710 году в составе Бергамакской слободы Тарского уезда Сибирской губернии.
В 1782 году входит в состав образованной Бергамакской волости Тарского уезда.
1 июля 1900 года вошла в состав образованной Самохваловской волости Тарского уезда.
7 марта 1919 года становится центром самостоятельной Мартыновской волости Тарского уезда.
24 сентября 1924 года Мартыновская волость в связи с укрупнением волостей присоединена к Еланской волости Калачинского уезда Омской губернии. Становится центром Мартыновского сельского совета.
25 мая 1925 года вошла в состав Еланского района Сибирского края.
В 1932 году Мартыновский сельский совет передан в состав Татарского района Барабинского округа Западно-Сибирского края.

## Население
| 2002 | 2007 | 2010 |
| ---- | ---- | ---- |
| 139  | ↘98  | ↘85  |

## Инфраструктура
В селе по данным на 2007 год функционируют 1 учреждение здравоохранения и 1 учреждение образования.